# 9501 Ywain
9501 Ywain este o planetă minoră (asteroid), cu un diametru de 5,756 km, din centura de asteroizi. A fost descoperită pe 29 septembrie 1973 la Observatorul Palomar de Cornelis Johannes van Houten și a fost numită după Ywain⁠(d). 
Obiectul prezintă o orbită caracterizată de o semiaxă mare de 2,5924188 UAi, o excentricitate de 0,27, o înclinație de 3,06804 ° în raport cu ecliptica.